# Łukasz (Wołczkow)
Łukasz, imię świeckie Andriej Jewgienjewicz Wołczkow (ur. 27 kwietnia 1971 w Sołniecznogorsku) – rosyjski biskup prawosławny.

## Życiorys
Absolwent Instytutu Elektrotechniki w Moskwie z dyplomem inżyniera zarządzania i informatyki systemów technicznych (1997). Od 1996 był dzwonnikiem i lektorem w cerkwi św. Mikołaja w Sołniecznogorsku. 11 maja 1997 wstąpił jako posłusznik do monasteru św. Michała Archanioła w Kozysze, zaś dziesięć dni później złożył wieczyste śluby mnisze przed jego przełożonym, hieromnichem Artemiuszem. 31 sierpnia 1997 biskup nowosybirski i berdski Sergiusz wyświęcił go na hierodiakona, zaś 21 grudnia tego samego roku – na hieromnicha. Został wówczas proboszczem parafii św. Michała Archanioła w Małoirmience. W maju 1999 objął obowiązki przełożonego placówki filialnej monasteru w Kozysze z siedzibą w Krasnym Jarze, zaś w 2002 był dziekanem jego filii w Nowosybirsku.
W latach 1999–2004 w trybie zaocznym ukończył seminarium duchowne w Tomsku, po czym podjął, również zaocznie, wyższe studia teologiczne w Moskiewskiej Akademii duchownej. W maju 2010 przeszedł do monasteru Opieki Matki Bożej w Zawjałowie; w sierpniu tego samego roku arcybiskup nowosybirski i berdski Tichon mianował go p.o. przełożonego tejże wspólnoty, zaś w grudniu 2010 Święty Synod Rosyjskiego Kościoła Prawosławnego nadał mu godność jej namiestnika. W 2011 otrzymał godność ihumena.
28 grudnia 2011 Święty Synod nominował go na biskupa iskitimskiego i czeriepanowskiego, pierwszego ordynariusza nowo powstałej eparchii. W związku z tą nominacją otrzymał w styczniu 2012 godność archimandryty. Jego chirotonia biskupia miała miejsce 10 marca 2012 w cerkwi Skitu Getsemańskiego Ławry Troicko-Siergijewskiej z udziałem konsekratorów: patriarchy moskiewskiego i całej Rusi Cyryla, metropolitów sarańskiego i mordowskiego Warsonofiusza, nowosybirskiego i berdskiego Tichona, arcybiskupów wieriejskiego Eugeniusza, siergijewsko-posadskiego Teognosta, biskupów dmitrowskiego Teofilakta, sołniecznogorskiego Sergiusza, karagandyjskiego i szachtyńskiego Sebastiana, pietropawłowskiego i kamczackiego Artemiusza, salechardzkiego i nowo-uriengojskiego Mikołaja oraz arseniewskiego i dalniegorskiego Guriasza.
W maju 2023 r. Święty Synod mianował go biskupem bronnickim, wikariuszem eparchii moskiewskiej i równocześnie ordynariuszem eparchii berdiańskiej, którą na tym samym posiedzeniu Synodu wyłączono z Ukraińskiego Kościoła Prawosławnego Patriarchatu Moskiewskiego i podporządkowano bezpośrednio Patriarchatowi. Decyzja ta zapadła, gdy Berdiańsk i cała eparchia pozostawały pod rosyjską okupacją i została oprotestowana przez Ukraiński Kościół Prawosławny, który utrzymuje, że ordynariuszem eparchii pozostaje (nieobecny w Berdiańsku) arcybiskup Efrem.
W 2024 r. został przeniesiony na katedrę birobidżańską i kuldurską.